# Második keresztes hadjárat
A második keresztes hadjárat (1147–1149) a második nagy keresztes hadjárat volt, melyet a római katolikus („latin”) Európa vívott az iszlám ellen. A hadjárat indítása válasz volt az Edesszai Grófság elestére (1144-ben Imád ad-Dín Zangi hadai vették be). A grófságot az első keresztes hadjárat (1096–1099) idején, 1098-ban alapította I. Balduin jeruzsálemi király; ez volt az elsőként alapított keresztes állam, egyben az első, amelyik elesett.
A hadjáratot III. Jenő pápa hirdette ki, ez volt az első keresztes háború, melyet európai uralkodók (VII. Lajos francia és III. Konrád német király) vezettek, de számos európai nemes is részt vett a harcokban. A két vezető király hadseregei külön vonultak át Európán, a Bizánci Birodalom területein áthaladva hatoltak be Anatóliába, ahol a szeldzsuk törökök mindkét sereget legyőzték. Deuil-i Odo (Eudes de Deuil) francia bencés szerzetes, a hadjárat legfőbb nyugati kútfője, illetve szír keresztény források szerint is I. Manuél bizánci császár bízta meg titokban a törököket a keresztesek megtámadásával. A hadseregek megmaradó részével Lajos és Konrád Jeruzsálembe vonult, majd 1148-ban meggondolatlanul megtámadták Damaszkuszt. A hadjárat keleten kudarcos volt, fényes iszlám siker született, következménye Jeruzsálem eleste volt, illetve a harmadik keresztes hadjárat század végi szervezését is maga után vonta.
Az egyetlen jelentős keresztény sikere a hadjáratnak Lisszabon visszafoglalása volt a móroktól: ezt 13 ezer flamand, fríz, normann, angol, skót és német keresztes, továbbá 7000 portugál katona érte el.

## Háttér: Edessza eleste
Az első és a jelentéktelen 1101-es keresztes hadjárat után három keresztes állam állt fenn: a Jeruzsálemi Királyság, az Antiochiai Fejedelemség és az Edesszai Grófság. A negyedik Tripoliszi Grófságot 1109-ben hozták létre. Közülük Edessza feküdt a legészakabbra, továbbá a legritkábban lakott és legkiszolgáltatottabb is ez volt: az artukidák, dánismandidák és a szeldzsuk törökök is gyakran betörtek. Az 1104-es harráni csata után II. Balduin edesszai gróf és jobbkeze, a későbbi edesszai gróf Joscelin is fogságba esett. Ugyanez történt 1122-ben is, és bár az azazi csata után stabilizálódni látszott a helyzet, Joscelin 1131-ben egy csatában elhunyt. A trónon fia, II. Joscelin követte, akit szövetségbe kényszerítettek a Bizánci Birodalommal. 1143-ban azonban II. Ióannész bizánci császár és Fulkó jeruzsálemi király is elhunyt, és mivel Tripolisszal és Antiochiával is rossz viszonyban volt, erős szövetségesek nélkül maradt.
Eközben a szeldzsukita Imád ad-Dín Zangi moszuli atabég megszerezte Aleppót is (1128), ezzel látható közelségbe került Szíria teljes megszerzése Damaszkusz uralkodóitól. Zangi és Balduin is Damaszkusz felé fordult, utóbbi 1129-ben vereséget szenvedett a város mellett. A Damaszkuszt vezető Búridák később Fulkóval szövetkeztek Zangi ellen, aki 1139-ben és 1140-ben vonult a város ellen.
1144 végén Joscelin szövetséget kötött az artukidákkal, és csaknem teljes hadseregét kivonta Edesszából, hogy segítse Aleppó ostromát. Fulkó halálát kihasználva Zangi Edessza alá vonult és a város egy hónapos ostrom után, 1144. december 24-én elesett. Hiergesi Mannanes, Milly Fülöp és mások is a város védelmére érkeztek Jeruzsálemből, de elkéstek. II. Joscelin országa maradványait Tel-Basírból irányította, de egyre több terület került muszlim vagy bizánci fennhatóság alá. Zangi magát „a hit védelmezőjeként” és „győzedelmes királyként” ünnepeltette, nem támadta meg se az Edesszai Grófság fennmaradó területeit, se Antiochiát, azonban egy moszuli lázadás miatt haza kellett térnie. 1146-ban egy rabszolga gyilkolta meg, a trónon fia, Núr ad-Dín Mahmúd követte.

### Quantum praedecessores
Edessza elestének híre először zarándokok útján jutott el Európába, majd a követségek is értesítették a kontinensen maradókat az eseményekről. Jabalai Hugó püspök tudósította III. Jenő pápát a történtekről, aki 1145. december 1-jén kiadta Quantum praedecessores című, második keresztes hadjáratra hívó bulláját. A püspök egy olyan keleti keresztény királyt is említett az egyházfőnek, aki segítségükre lehet: ez volt János pap országa első dokumentált említése. Ugyan a pápa nem Rómában, hanem Viterbóban székelt, a hadjárat mégis szervezettebb volt, mint az első: a hadseregeket a legerősebb király vezette, előre eltervezett útvonalon.
A bullát kiadása után csekély figyelem övezte: már újabb kiadásán gondolkoztak, mikor VII. Lajos francia király jelezte részvételi szándékát a hadműveletben. Az uralkodó a pápától függetlenül is új hadjáratot tervezett, ezt karácsonykor jelentette be Bourges-ban. Elhunyt bátyjától, Fülöptől is fogadalmat örökölt, hogy a Szentföldre megy. Az országot évek óta elhagyni készülő Suger apát ellenezte a tervet, de ez nem akadályozta meg Lajost, aki Clairvaux-i Szent Bernát útján váltott üzeneteket az egyházfővel. A bulla 1146. március 1-jén jelent meg újra, a pápa Szent Bernátot bízta meg kihirdetésével Franciaország-szerte.

## Clairvaux-i Szent Bernát
A pápa a hadjárat hirdetésével Clairvaux-i Szent Bernát francia apátot bízta meg, megadta azt a búcsút is, amelyet II. Orbán pápa adott az I. keresztes hadjárat résztvevőinek. A hivatalos kihirdetésre 1146. március 31-én (húsvét napján) került sor a burgundiai Vézelayben összegyűltek előtt. VII. Lajos, felesége, Aquitániai Eleonóra, illetve hercegek és főurak vetették térdre magukat Bernát előtt, hogy megkapják a zarándokkeresztet. Ezt követően Németországba utazott, lépteit állítólag csodák övezték, ami jelentősen hozzájárult küldetése sikeréhez. Bár III. Konrád német király, és unokaöccse, a későbbi I. Frigyes német-római császár először vonakodtak, az apát meggyőzte őket és átadta nekik a keresztet. A pápa a vállalkozás sikere érdekében személyesen is Franciaországba látogatott.
Az első keresztes hadjárathoz hasonlóan a felhívást a zsidók elleni támadások követték. Egy fanatikus francia szerzetes, Roudolf, aki szerint a zsidók nem vettek kellően részt a hadjárat finanszírozásában, arra kényszerítette a zsidó közösséget, hogy válasszanak a halál és a megkeresztelkedés közül: számos izraelita lelte így halálát a Rajna-vidéken, Kölnben, Mainzban, Wormsban és Speyerben. Bernát, a kölni érsek és a mainzi érsek is a támadások ellen foglalt állást. Bernát azt vallotta, hogy a pogányokat erővel kell megkeresztelni, a zsidók esetében azonban az egyház hagyományos doktrínáját képviselte: a zsidók áttérését imával kell elérni. A felégetett zsinagógák előtt prédikált, de a Rajna-menti zsidóüldözők nem értettek sem latinul, sem franciául. Bernát annyit mégis elért, hogy véget értek a pogromok. Roudolffal is kiegyezett: a ciszterci szerzetes visszatért kolostorába.

## Vend keresztes hadjárat
A második keresztes hadjárat összehívásakor számos délnémet döntött úgy, hogy a Szentföldön vesz részt a harcokban. Az északnémet szászok vonakodtak. Szent Bernátnak 1147. március 13-án, a frankfurti birodalmi gyűlésen vetették fel, hogy inkább a pogány szlávok megtérítésére vezetnének hadjáratot. A szászok tervének megfelelően a pápa április 13-án kiadta Divina dispensatione című bulláját, mely szerint nincs különbség a különféle keresztesek lelki jutalmaiban. A szlávok elleni hadjáratban főként dánok, szászok és lengyelek vettek részt, de Csehországból is érkeztek harcosok. A főparancsnoksággal Havelbergi Anselm pápai legátust bízták meg, a hadjáratot egyébként szász főúri családok (mint az Askani-ház, a Wettin-ház vagy a Schauenburgiak) vezették.
A német részvételtől felzaklatott obodriták 1147 júniusában megszállták a holsteini Wagriát, amely a nyár végi keresztes felvonulás útvonalába esett. Miután a keresztény területről kiűzték a szlávokat, a keresztesek a dobini obodrita és a demmini lutici erődök ellen fordultak. A Dobint támadók soraiban ott volt a dán V. Knut és III. Svend, II. Adalbert brémai érsek és III. Henrik szász herceg is. Amikor néhányan kifogásolták a vidék felégetését, mások pedig a „Ha a föld, amit pusztítunk, a mi földünk, akkor a nép, akivel harcolunk, a mi népünk?” kérdést tették föl. A sereget a szász herceg visszavonta, mikor Niklot pogány vezetővel megállapodott, hogy a dobini helyőrség megkeresztelkedik.
Demmin sikertelen ostromát követően az őrgrófok rávették a keresztesek egy csoportját, hogy Pomerániát támadják meg. Hamarosan a már keresztény Stettinbe értek, ahonnan a Pomerániai Adalbert püspökkel és I. Ratibor pomerániai herceggel való találkozás után visszavonultak. Szent Bernát szerint a keresztes hadjárat célja a pogány szlávok elleni küzdelem volt „mindaddig, amíg Isten segítségével meg nem térnek vagy meg nem semmisülnek”.
A hadjárat nem érte el célját, a vendek nagy részének áttérítését. Bár látszólag sokan megtértek, a lovagok távozása után visszatértek pogány hitükhöz. Pomerániai Albert szerint „a keresztény hitet erősíteni […] nem fegyverrel, hanem prédikálással lehet”.
A hadjárat végére Mecklenburg és Pomeránia vidéke kifosztva, elnéptelenedve, romokban hevert, főként III. Henrik csapatainak köszönhetően. Ez a tény fontos szerepet játszott a következő évtizedek keresztény győzelmeiben, mivel a meggyengült szláv lakosság nem volt képes nagyobb ellenállásra.

## Reconquista, Lisszabon visszavétele
1147 tavaszán a pápa az Ibériai-félszigetre is kiterjesztette a hadjáratot, a reconquista részeként. Engedélyezte VII. Alfonz kasztíliai királynak, hogy a keresztesek egy részével a mórok ellen vezessen hadjáratot. 1147 májusában a keresztes hadak első része kihajózott az angliai Dartmouthból a Szentföld felé, de a rossz időjárás miatt június 16-án ki kellett kötniük Porto északi részén. Itt hamarosan I. Alfonz portugál király fogadta őket.
A lovagok megegyeztek a királlyal, hogy segítenek Lisszabon ostromában, cserébe a város áruinak elrablását és a várható foglyokért kapható váltságdíjat kérték. Lisszabon ostroma július 1. és október 25. között tartott, a mór hadak négy hónap után, főképp az éhínség miatt feladták a várost. A legtöbb keresztes letelepedett a városban, míg egy másik részük továbbindult a Szentföldre. Többen részt vettek Santarém elfoglalásában, később Sintra, Almada, Palmela és Setúbal visszafoglalásában is.
Az Ibériai-félsziget másik részén, nagyjából ugyanebben az időben VII. Alfonz kasztíliai király, IV. Rajmund Berengár barcelonai gróf és mások vezetésével katalánok, leóniak, kasztíliaiak és franciák harcoltak Almería gazdag kikötővárosának visszavételéért. A genovai és pisai flotta segítségével ez októberre sikerült is.
A barcelonai gróf elfoglalta Valencia és Murcia almorávida taifa királyságát is, 1148 decemberében lezárult Tortosa öt hónapja tartó ostroma, amelyben francia, anglonormand és genovai keresztesek is részt vettek. A következő évben a Segre és az Ebro folyók összefolyásánál található Fraga, Lleida és Mequinenza is keresztény kézre került.

## Hadseregek

### Iszlám

A Közel-Kelet 1135-ben, a keresztes államok piros kereszttel jelezve

A muszlim haderőt ekkoriban hivatásos katonák kis csoportjai alkották, melyeket háború idején önkéntesekkel és rabszolgákkal erősítettek meg. A szövetséges muszlim erők közül a legnagyobb, a mai Irak és Irán területén fekvő Nagyszeldzsuk Birodalom nagyjából 10 ezer fős hivatásos katonából állt fel. A szíriai államok katonai egységei sokkal kisebb létszámúak voltak. A hivatásos csapatok magját a gulamok vagy mamlúkok képezték: őket már gyermekkoruk óta harcra készítették fel. Egy mamlúk kiképzése nagyjából 30 dénárba került, viszonyításképp akkoriban egy lovat nagyjából 100 dénárért adtak.
Létszámbeli hátrányukat a muszlimok minőséggel próbálták ellensúlyozni. A főként törökökből álló hivatásos katonák jól kiképzettek és felszereltek voltak. A katonai rendszer alapját az ikta-rendszer adta, mely minden körzetben biztosított bizonyos számú harcost. Háború esetén az adát milíciákat mozgósították: ezek a főként arabokból álló csapatok a városokban állomásoztak. Bár kevéssé jól felszereltek voltak, mint a hivatásos katonák, motivációjukat a dzsihád ideológiája biztosította. A türkmén és kurd segédszervezetek is bevethetőek voltak, de fegyelmezetlenségük miatt ez nem vált általánossá.
Az iszlám hadak vezetője Múin ad-Dín Unur damaszkuszi atabég (1138–1149) volt. A várost ugyan névleg a Búridák uralták, de a hatalom birtokosa valójában a hadsereget vezérlő Unur volt. David Nicolle történész szerint az atabég képzett diplomata és tábornok volt, a művészetek pártolójaként is ismerték. 1154-ben a Búridák helyett a Zangidák kerültek hatalomra, ezzel Unur hatalma is megrendült: az új uralkodók Núr ad-Dín Zangi aleppói emírt bízták meg a haderő vezetésével.

### Keresztesek
A német kontingens 20 ezer főt, a francia kontingens nagyjából 700, a király birtokairól érkező lovast számlált. A nemesség kisebb létszámú csapatokat küldött, a Jeruzsálemi Királyságból nagyjából 950 lovas és 6000 gyalogos érkezett. A francia és német lovagok kíséretében nagy számú markotányosnő érkezett, nagy részük nem élte túl a hadjáratot. Deuil-i Odo szerzetes meg is jegyezte: „A gyengék és tehetetlenek mindig terhei a parancsnoknak, mindig prédái az ellenségnek.”
Míg a franciák inkább lóháton harcoltak, a német lovagok a földi harcmodort preferálták. Jóannész Kinnamosz történetíró szerint „a franciák különösen alkalmasak arra, hogy hatékonyan lovagoljanak és támadjanak a lándzsával, lovasságuk pedig gyorsabb a németnél, de a németek jobban tudnak harcolni gyalogosan, mint a franciák, és kiválóan használják a nagy kardot is.”
III. Konrádot bátor lovagnak tartották, habár válságos pillanatokban sokszor bizonytalan volt. VII. Lajos hithű keresztény volt, kortársai, így például Szent Bernát is gyakran támadták, mert feleségét jobban szerette, mint a hadviselést vagy a politikát.

## Keleti események
Zangi halála után II. Joscelin megpróbálta visszavenni Edesszát, de 1146 novemberében Núr ad-Díntől vereséget szenvedett. 1147. február 16-án a francia keresztesek Étampesban találkoztak, hogy megtárgyalják az útvonalukat. A németek ekkorra már döntöttek, hogy Magyarországon át közelítik meg a Szentföldet, mivel a tengeri útvonal bizonytalan volt: II. Roger szicíliai király Konrád ellensége volt. A francia nemesek közül sokan ellenérzéssel viselkedtek a Bizáncon át vezető szárazföldi útvonallal szemben, még élénkek voltak az I. keresztes hadjárat emlékei. Mindezek ellenére úgy döntöttek, követik Konrádot, június 15-én ki is hajóztak. A szicíliai király ezért annyira megsértődött, hogy a továbbiakban nem vett részt a hadjáratban. A király távollétében régensként Suger apát és II. Vilmos neversi gróf vette át az ügyek irányítását. Németországban Freisingi Ottó és Ebrachi Ádám hirdették ki a hadjáratot, a tervezett húsvéti indulás májusra halasztódott.

### A németek útja
A Theodwin bíboros, pápai legátus által kísért német csapatok Konstantinápolyban terveztek találkozni a franciákkal. III. Ottokár stájer őrgróf Bécsben csatlakozott a sereghez. A Magyarországon való átvonulást a Konráddal rossz viszonyban lévő II. Géza engedélyezte, így 20 ezer emberrel megérkezhettek a bizánci területekre. I. Manuél bizánci császár támadástól félt, ezért a birodalmon való átvonulást felügyelendő csapatokat küldött a lovagok kíséretére. Filippopoli és Drinápoly közt kisebb konfliktusra került sor: egy bizánci hadvezér harcba bocsátkozott a későbbi német-római császárral, Frigyessel. Egy szeptember eleji áradás is emberveszteséget okozott a lovagok körében. Szeptember 10-én megérkeztek Konstantinápolyba, ahol egy kisebb csatára került sor, a németek ezt követően a lehető leggyorsabban átkeltek Kis-Ázsiába. Manuél szerette volna, ha a német csapatok egy része hátramarad, hogy részt vehessenek a II. Roger elleni védekezésben, aki a görög városokat fosztogatta. Konrád nem engedett.
Kis-Ázsiában Konrád úgy döntött, nem várja be a franciákat, ezért továbbindultak az Ikóniumi Szultánság fővárosa, Ikónium (Konya) felé és hadseregét két részre osztotta. A Bizánci Birodalom fennhatósága Kis-Ázsia nyugati részén inkább csak névleges volt, a legtöbb, ritkán lakott területet török nomádok felügyelték. A király alábecsülte a távolságot, illetve azt feltételezte, hogy Manuél hatalma nagyobb Anatóliában, mint az valójában volt. A lovagokat és a legjobb csapatokat magával vitte, a kíséretet pedig Freisingi Ottóval a parti útra küldte. 1147. október 21-én, Dorülaionnál ütköztek meg a szeldzsuk csapatokkal ahol súlyos vereséget szenvedtek. A csatában a törökök jellemző taktikájukat használták: visszavonulást színleltek, majd visszafordultak és az őket üldöző kis létszámú német lovasságot támadták meg.
Konrád Konstantinápoly felé indult, de útjukat folyamatosan akadályozták a török csapatok. Egy kisebb összecsapásban maga a király is megsebesült. A hadsereg másik fele is vereséget szenvedett. A Freisingi Ottó vezette erők élelmiszerhiánytól szenvedve keltek át az ellenséges területeken, 1147. november 16-án ütköztek meg a szeldzsuk törökökkel Ladokeia mellett. A német sereg nagy része meghalt vagy fogságba esett, később a foglyokat rabszolgaként adták el.

### A franciák útja
A francia keresztesek 1147 júniusában indultak Metzből VII. Lajos, I. Thierry flamand gróf, I. Reginald bari gróf, III. Amadeus savoyai gróf és V. Vilmos montferrati őrgróf vezetésével, Lotaringiából, Bretagneból, Burgundiából és Aquitaniából is érkeztek seregek. Egy Provence-ból érkező sereg csak augusztusban indult útnak. Wormsban csatlakoztak a felvonuláshoz Normandia és Anglia keresztesei is. Viszonylagos nyugalomban követhették Konrádékat, habár Lajos II. Gézával kisebb konfliktusba keveredett, mivel a keresztesek között bújt meg a trónkövetelő Borisz. Géza kérte kiadatását, amit Lajos megtagadott és magával vitte Bizáncba – ahol, mint a baszileusz rokonától, jó szolgálatokat várt tőle –, ezzel meghiúsítva Borisz terveit is a magyar trónt illetően. Bizánci területre érve szintén konfliktusokra került sor, a sereg előtt menetelő lotaringiaiak összecsaptak a lemaradó németekkel is.
Időközben Manuél bizánci császár békét kötött I. Manszúd ikóniumi szultánnal, így már teljesen a keresztesek elleni védekezésre koncentrálhatott. Az átvonuló lovagok az első hadjárat óta egyet jelentettek a rablással és árulással, népszerű vélekedés szerint Konstantinápoly elfoglalására is terveket szőttek. Azonban Manuél jobb kapcsolatot ápolt a franciákkal, mint a németekkel, így a hadakat nem érte bántódás. Néhány keresztest felbőszített, hogy a császár békét kötött Manszúddal, és arra kérték királyukat, hogy szövetkezzenek II. Roger szicíliai királlyal Konstantinápoly elfoglalására, de Lajos ezt elutasította.
A Savoyából, Auvergne-ből és Montferratból induló, Brindisiből Durazzóba áthajózó keresztesek Konstantinápolyban csatlakoztak Lajosékhoz, majd az egyesült hadsereg a Boszporuszon áthajózva jutott Kis-Ázsiába. Ikónium német elfoglalásáról szóló pletykák terjedtek, de a császár ennek ellenére nem volt hajlandó katonákat adni, mivel a birodalomba ekkor tört be a szicíliai király, Manuél teljes hadseregére szükség volt Peloponnészosz védelme érdekében. Így a németek és franciák is bizánci segédhadak nélkül hagyták el a fővárost. Nagyapjához, I. Alexioszhoz hasonlóan a császár megeskette a franciákat, hogy az esetlegesen elfoglalt területeket visszajuttatják a birodalomnak.
A franciák Lopádionnál találkoztak a német sereg maradványaival, Konrádék csatlakoztak hozzájuk. Az egyesített sereg Freisingi Ottó útvonalát követte, megközelítették a Földközi-tenger partvidékét, decemberben értek Epheszoszba, ahol megtudták, hogy a törökök támadást terveznek ellenük. Manuél követeket is küldött, akik arról panaszkodtak, hogy mekkora pusztítást okoztak az átvonuló keresztesek, így egyáltalán nem volt biztos, hogy egy esetleges muszlim támadás esetén számíthatnak a bizánciakra. Ráadásul Konrád megbetegedett, így vissza kellett térnie Konstantinápolyba, Lajos pedig nem vette komolyan a török fenyegetést és elhagyta Epheszoszt. A kínálkozó alkalmat a törökök ki is használták, de az epheszoszi csatában a franciák győztek, majd a Meander-völgyi csatában is megfutamították az ellenfelet.
1148 januárjában érték el Laodikeia Phrügikét (nagyjából ugyanekkor, nem messze tőlük, megsemmisítették Freisingi Ottó seregét). Továbbhaladva, a Cadmus-hegyi csata következményeként Savoyai Amadeus előőrse elszakadt a sereg többi részétől, de Lajos enélkül is súlyos veszteségeket szenvedett. Deuil-i Odo szerint a király egy sziklára felmászva menekült meg. A törökök nem erőltették a további támadást, viszont felégették a földeket, élelmezési és takarmányozási gondokat okozva ezzel a lovagoknak. A király úgy döntött, nem kockáztatja tovább a szárazföldi haladást, inkább Adaliában hajóra szálltak Antiochia felé. Viharok miatt azonban egy hónapot várakozniuk kellett, és hajó sem volt elegendő. Lajos és társai hajóra szálltak, míg a sereg többi része a szárazföldön haladt tovább. Nagy részük a török támadásoknak és betegségeknek esett áldozatul.

### Út Jeruzsálembe

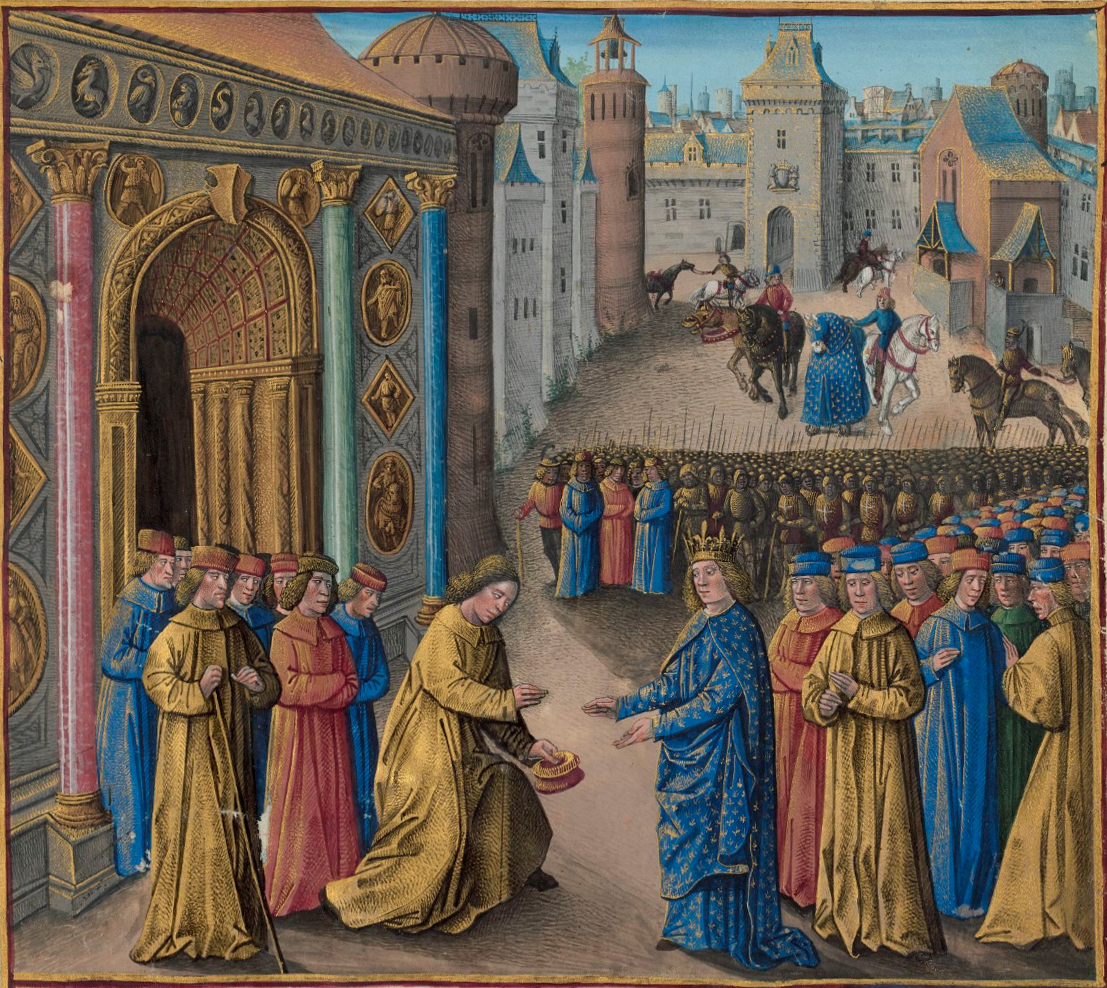
Rajmund antiochiai fejedelem üdvözli VII. Lajost

Lajos március 19-én érkezett Antiochiába, de Savoyai Amadeo nélkül, aki Cipruson elhunyt. A királyt felesége nagybátyja, Rajmund antiochiai fejedelem köszöntötte, aki azt várta volna tőle, hogy segíti a törökök ellen, részt vesz az Edessza kulcsának tekinthető Aleppó elleni akciójában. Lajos ezt elutasította, mivel először jeruzsálemi zarándoklatát szerette volna teljesíteni. Eleonóra élvezte az antiochiai tartózkodást, de nagybátyja azt szerette volna, ha marad, és növeli a család földjeit, és ha Lajos nem teljesíti a keresztes hadjárat alapvető célját, váljon tőle el. Arról is szárnyra kaptak pletykák, hogy a királyné esetleg viszonyt folytat Rajmunddal; ez feszültséget okozott a házasságukban is. Lajos ezért a Tripoliszi Grófságba távozott, magával hurcolva feleségét is.
Freisingi Ottó április elején érkezett Jeruzsálembe serege maradványaival, hamarosan követte Konrád is. Fulko jeruzsálemi latin pátriárkát Lajoshoz küldték, hogy vegye rá a francia uralkodót arra, hogy csatlakozzon hozzájuk. A Lisszabonban megálló flotta is ekkoriban érkezett ide, csakúgy, mint a Jordán Alfonz toulousei gróf vezette provence-iak. Maga a gróf már nem érhette ezt meg, ugyanis útközben Caesareában meghalt, állítólag unokaöccse, a hatalmát féltő II. Rajmund tripoliszi gróf mérgezte meg. Ez a sereg nagy részét arra késztette, hogy visszaforduljanak és hazatérjenek. A keresztes hadjárat eredeti célpontjában Edessza állt, de III. Balduin jeruzsálemi király és a templomosok célja valójában Damaszkusz elfoglalása volt.
A keresztesek érkezésére reagálva a Múin ad-Dín Unur damaszkuszi uralkodó megtette a szükséges előkészületeket: megerősítette a falakat, csapatokat rendelt a város köré és megnehezítette, hogy az ostromlók vízhez jussanak. Segítséget az alapesetben ellenséges Aleppó és Moszul uralkodóitól várt, de a hadak nem érkeztek meg az ostrom előtt. Szinte bizonyos, hogy a Zengida uralkodók azért késlekedtek, mert remélték, hogy riválisuk elveszti a várost.

### Akkói találkozó
A keresztesek érkezését üdvözlő jeruzsálemi nemesség egy találkozó összehívását kezdeményezte, hogy megvitathassák, mi legyen a következő lépés. Erre 1148. június 24-én került sor, amikor is a Jeruzsálemi Királyi Gyűlés Akko mellett találkozott a lovagok vezetőivel, illetve a szentföldi és kis-ázsiai keresztes államok uralkodóival. Ez volt a Főurak Tanácsának leglátványosabb találkozója fennállása alatt.
A gyűlésen határoztak az ekkor a Zengidák mellett álló, 1147-ben a Jeruzsálemmel szövetséges Bosrát megtámadó Damaszkusz ostromáról. A történészek vélekedése sokáig az volt, hogy Damaszkusz megtámadása Edessza helyett „megmagyarázhatatlan ostobaság” volt, szerintük figyelembe véve a damaszkuszi atabég és a Zengidák közti súrlódásokat, illetve utóbbiak növekvő erejét, valószínű, hogy helyesebb lett volna minden erőt a Zengidák ellen fordítani. Mára azonban ez a nézet tarthatatlanná vált. David Nicolle és más történészek is megvédték a gyűlés döntését, mivel a városállam volt a legerősebb muszlim állam Dél-Szíriában, elfoglalása után jobb pozícióból küzdhettek volna ad-Dín növekvő hatalma ellen. Mivel Unur volt a két muszlim uralkodó közül a gyengébb, várható volt, hogy hamarosan ad-Dín veszi át Damaszkuszban is a hatalmat, így célszerűnek tűnt még ez előtt elfoglalni a várost. Júliusban a nagyjából 50 ezer katona Tiberiasban gyülekezett, majd a Kineret-tót megkerülve indultak Damaszkuszba.

### Damaszkusz ostroma

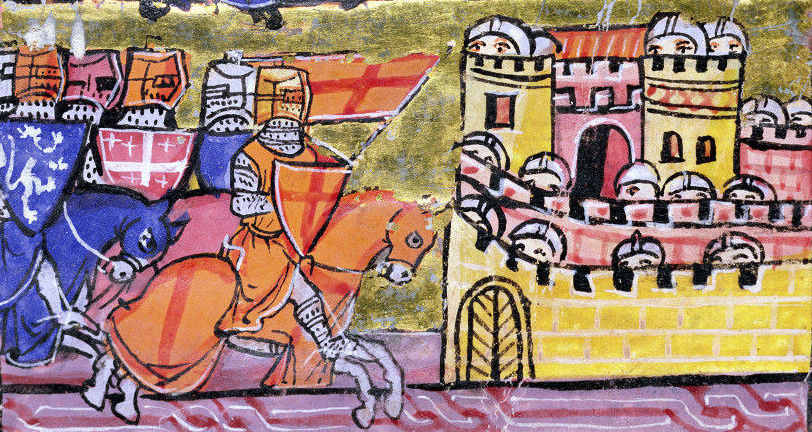
Damaszkusz ostroma

A keresztesek nyugat felől támadtak, ahol gyümölcsösök biztosították az élelmiszer-utánpótlást. Július 23-án érkeztek a város alá, másnap muszlim támadás érte őket. A támadókat a város segítségére érkező I. Szaif ad-Dín Gázi moszuli és Núr ad-Dín aleppói uralkodó vezette. A keresztesek a falak alól visszahátráltak a gyümölcsösökbe, ahol csapdák és gerillatámadások nehezítették helyzetüket.
Türoszi Vilmos szerint a keresztesek július 27-én határoztak arról, hogy a város kevéssé védett keleti oldala alá vonulnak, ahol azonban kevesebb volt az étel és a víz. Beszámolók szerint Unur megvesztegette a vezetőket, hogy kevésbé jól védhető pozícióba vonuljanak, illetve megígérte, miután a keresztesek hazatérnek, felbontja a szövetséget Nur ad-Dínnel. Közben már megérkezett Szaif ad-Dín és Núr ad-Dín is, így esélyük sem maradt jobban védhető pozíciókba visszatérni. Nem maradt más választás mint az ostrom feladása, július 28-án Konrád úgy határozott, hogy visszatér Jeruzsálembe.  Útközben folyamatosan török íjászok akadályozták őket.

## Következmények

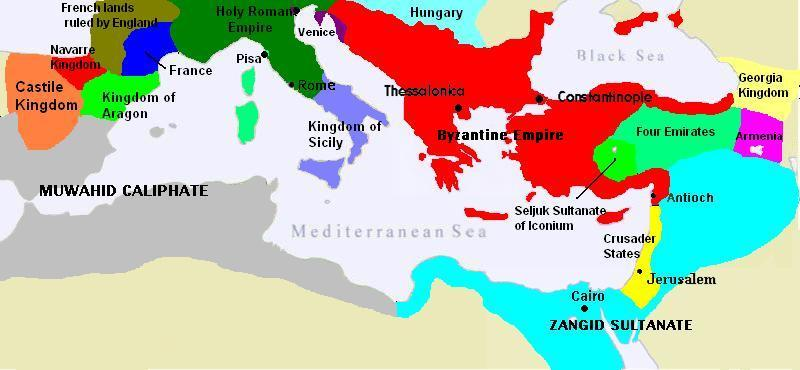
A mediterrán térség a második keresztes hadjárat után, 1173-ban

Minden keresztény erő úgy érezte, a másik árulta el. Új tervet szőttek Askelón megtámadására, Konrád ide is vonult seregével, de segítséget a sikertelen ostrom miatti bizalmatlanság miatt nem kapott. A kudarc után a király visszatért Konstantinápolyba, hogy szorosabbá tegye szövetségét Manuéllal, Lajos 1149-ig Jeruzsálemben maradt. A francia király házassága romokban hevert, már nem is beszéltek egymással, külön hajókon tértek haza.
Az Európában maradó Clairvaux-i Bernátot lesújtotta a vereség. Úgy vélte, az ő feladata a pápától bocsánatot kérni a kudarcért, ezt egyik könyvében meg is tette. Kifejtette, a keresztesek bűnei hogyan okozták balszerencséjüket és sikertelenségüket. Amikor megpróbált egy új keresztes hadjárat érdekében közbenjárni, próbált elszakadni a második kudarcától. Ezt már nem élhette meg, 1153-ban elhunyt.
Németországban a hadjáratot óriási bukásnak látták, ami a szerzetesek szerint csak az ördög műve lehetett. A würzburgi Annales Herbipolenses névtelen írója feljegyezte, német nemesi családok örmény közemberekkel váltották ki fogságba esett rokonaikat. A markotányosnők nem voltak ilyen szerencsések: a 113 név szerint ismertből 22 elhunyt, 42 tért haza – a fennmaradó 49 sorsa nem ismert. A kudarc ellenére a második keresztes hadjárat komoly hatással volt a német irodalomra, több eposz is íródott, melyben felismerhetőek a hadjárat csatái. Franciaországban még jelentősebb volt a kulturális hatás: Eleonóra és Rajmund feltételezett kapcsolata a trubadúrköltészet számtalan alkotásában megörökítésre került, míg Lajost pedig isteni büntetéssel sújtott, szenvedő zarándokkirálynak ábrázolták.
Bizánc és a franciák közötti kapcsolat helyrehozhatatlan károkat szenvedett. Lajos és más francia vezetők nyíltan azzal vádolták Manuélt, ő küldte rájuk útközben a törököket. A hadjárat emlékei évszázadokig befolyásolták a franciák Bizáncról alkotott képét. A birodalomban ezzel szemben diplomáciai diadalként ünnepelték az eseményeket. Euszthathiosz thesszalonikai érsek így írt erről Manuél császárról írott dicshimnuszában:

„Ellenfeleivel irigylésre méltó módon tudott szembenézni, a béke és nyugalom érdekében mindent megtett.”

A vend keresztes hadjárat is ellentétes előjelű eredményeket hozott. Míg a szászok megszerezték Wagria és Polabia felett az irányítást, Lübecktől keletre a pogányok szerezték azt vissza. Niklot letette a hűbéresküt, engedélyezte a Havelbergi Püspökség kolonizálását, szabadon engedett dán foglyokat. A keresztény vezetők azonban itt is árulással vádolták egymást.
A hadjárat az Ibériai-félszigeten érte el a legtöbb sikert. Lisszabon, illetve fontos spanyol városok kerültek újra keresztény kézre, igen fontos szerepet játszva ezzel a végül 1492-ben befejeződő reconquistában.
Keleten a helyzet sokat romlott. A hadjárat hosszú távú negatív következményekkel járt Jeruzsálemre nézve. 1149-ben Onur atabég elhunyt, így ténylegesen is az 1140 óta névleg uralkodó Mudzsir ad-Dín Abak kezébe került a hatalom. A Damaszkusz megvédésében fontos szerepet játszó katonai vezetők úgy érezték, nem jut nekik kellő beleszólás az irányításba, ezért lázadást szítottak. A polgárháborús helyzet öt éven belül véget vetett a Búridák államának.A keresztes királyságban többé nem bízó Damaszkusz trónjára 1154-ben, rövid ostrom után Núr ad-Dín került.
III. Balduin 1153-ban elfoglalta Askelónt, ez Egyiptomra is kiterjesztette a harcokat. A következő évtizedben rövid időre Kairó is jeruzsálemi megszállás alá került. A Bizánccal való kapcsolat, bár I. Amalrik 1169-ben még a császársággal közösen vezetett sikertelen támadást Egyiptomba, megromlott. 1171-ben Szaladin egyesítette Egyiptomot és Szíriát, bekerítve a keresztény királyságot. A bizánci szövetség Manuél 1180-as halálával véget ért, 1187-ben pedig Jeruzsálem is Szaladin kezére került. A szultán hadai észak felé indultak, hogy elfoglalják a többi keresztes államot is, a harmadik keresztes hadjáratot kiváltva.

## Fordítás
Ez a szócikk részben vagy egészben  a   Second Crusade című angol Wikipédia-szócikk ezen változatának fordításán alapul.  Az eredeti cikk szerkesztőit annak laptörténete sorolja fel. Ez a jelzés csupán a megfogalmazás eredetét és a szerzői jogokat jelzi, nem szolgál a cikkben szereplő információk forrásmegjelöléseként.

### Elsődleges források
- Osbernus. De expugniatione Lyxbonensi. [Lisszabon ostroma] (latin nyelven)
- Deuil-i, Odo. De profectione Ludovici VII in orientem [VII. Lajos keleti járása] (latin nyelven)
- Freisingi, Ottó. Gesta Friderici I Imperatoris [I. Frigyes császár tettei]. In: Középkori Krónikások XV-XVI. kötet. Budapest: Atheneum Irodalmi és Nyomdai Részvénytársulat Kiadása (1913)
- Kinnamosz, Jóannész. Jóánnész és Manuél császár tettei (görög nyelven)

### Másodlagos források
- Seton, Kenneth (ed.). A History of the Crusades, vol. I (angol nyelven). University of Pennsylvania Press (1958)
- Gervers, Michael (ed.). The Second Crusade and the Cistercians (angol nyelven). St. Martin's Press (1992)
- Harris, Jonathan. Byzantium and the Crusades (angol nyelven). Bloomsbury (2004 (2. kiadás))
- Phillips, Jonathan. The Second Crusade: Scope and Consequences (angol nyelven). Manchester University Press (2001)
- Phillips, Jonathan. The Second Crusade: Extending the Frontiers of Christendom. Yale University Press (2007)
- Villegas-Aristizabal, Lucas (2012). „Revisiting the Anglo-Norman Crusaders. Failed Attempt to Conquer Lisbon c. 1142”. Portuguese Studies 29:1, 7–20. o. (Hozzáférés: 2018. február 13.)
- Villegas-Aristizabal, Lucas (2009). „Anglo-Norman Involvement in the Conquest and Settlement of Tortosa, 1148–1180”. Crusades 8, 63–129. o. (Hozzáférés: 2018. február 13.)